# Марано-Лагунаре
Марано-Лагунаре (итал. Marano Lagunare) —  коммуна в Италии, располагается в регионе Фриули-Венеция-Джулия, в провинции Удине.
Население составляет 1997 человек (2008 г.), плотность населения составляет 23 чел./км². Занимает площадь 90 км². Почтовый индекс — 33050. Телефонный код — 0431.
Покровителем коммуны почитается святитель Мартин Турский, празднование 11 ноября.

## Демография
Динамика населения:

## Администрация коммуны
- Официальный сайт: http://www.comune.maranolagunare.ud.it